# Еколошки календар
Следи списак значајних датума из области екологије:
| датум                   | значај                                                  |
| ----------------------- | ------------------------------------------------------- |
| 26. јануар              | Светски дан образовања о заштити животне средине        |
| 31. јануар              | Национални дан без дувана                               |
| 2. фебруар              | Светски дан мочварних подручја                          |
| 14. фебруар             | Светски дан очувања енергије                            |
| 18. фебруар             | Дан биолошке контроле                                   |
| 5. март                 | Дан енергетске ефикасности                              |
| 15. март                | Дан заштите потрошача                                   |
| 21. март                | Светски дан шумарства                                   |
| 22. март                | Светски дан вода                                        |
| 23. март                | Дан метеорологије                                       |
| 7. април                | Светски дан здравља                                     |
| 22. април               | Дан планете Земље                                       |
| 24. април               | Дан заштите животиња од експериментисања над њима       |
| 30. април               | Дан Завода за заштиту природе Србије                    |
| 9. мај                  | Међународни дан птица                                   |
| 15. мај                 | Дан акције за климу                                     |
| 22. мај                 | Светски дан заштите биодиверзитета                      |
| 24. мај                 | Европски дан паркова                                    |
| 31. мај                 | Светски дан борбе против пушења                         |
| 5. јун                  | Светски дан заштите животне средине                     |
| 5. јун                  | Дан националног парка Ђердап                            |
| 8. јун                  | Светски дан океана                                      |
| 17. јун                 | Дан борбе против исушивања и поплава                    |
| 29. јун                 | Дан Дунава                                              |
| 11. јул                 | Светски дан популације                                  |
| 03. септембар           | Светски дан заштите птица лешинара                      |
| 16. септембар           | Светски дан заштите озонског омотача                    |
| 18. септембар           | Дан геолога                                             |
| 22. септембар           | Европски дан без аутомобила                             |
| 26. септембар           | Дан чистих планина                                      |
| 27. септембар           | Дан туризма                                             |
| 4. октобар              | Светски дан заштите животиња                            |
| 5. октобар (клизни)     | Дан станишта                                            |
| 17-18. октобар (клизни) | Викенд храњења птица                                    |
| 16. октобар             | Дан здраве хране                                        |
| 18. октобар             | Дан пешачења                                            |
| 24. октобар             | Дан УН                                                  |
| 31. октобар             | Дан Црног мора                                          |
| 3. новембар             | Светски дан чистог ваздуха Пас Лајка лансирана у свемир |
| 6. новембар             | Дан урбаних регија                                      |
| 7. новембар             | Дан науке                                               |
| 17. новембар            | Дан еколошког покрета                                   |
| 20. новембар            | Дан детета                                              |
| 27. новембар            | Дан уздржавања од куповине                              |
| 29. новембар            | Дан борбе против трговине крзном                        |
| 1. децембар             | Дан борбе против сиде                                   |
| 5. децембар             | Дан волонтера                                           |
| 10. децембар            | Дан људских права                                       |
| 11. децембар            | Дан планина                                             |

- Европска ноћ слепих мишева се одржава у августу или септембру.
- Дани европске баштине се одржавају у септембру.
- Трећи викенд септембра је посвећен акцији „Очистимо свет“.